# Romanzo siciliano (miniserie televisiva)
Romanzo siciliano è una serie televisiva italiana del 2016 diretta da Lucio Pellegrini. Prodotta da RTI e Taodue è stata trasmessa da Canale 5 dal 16 maggio all'8 luglio 2016.

## Personaggi e interpreti

### Personaggi principali
- Sergio Spada, interpretato da Fabrizio Bentivoglio.
È un tenente colonnello, comandante del Nucleo investigativo del Reparto Operativo dei Carabinieri di Siracusa.
- Emma La Torre, interpretata da Claudia Pandolfi.
È un Sostituto Procuratore della Procura della Repubblica di Siracusa.
- Ettore Neri, interpretato da Filippo Nigro:
È un capitano del nucleo investigativo, prima di arrivare a Siracusa era nel 1º Reggimento carabinieri paracadutisti "Tuscania".
- Biagio Giuffrida, interpretato da Maurizio Marchetti:
È il Colonnello, Comandante del Reparto Operativo dei Carabinieri di Siracusa.
- Anna Damiani, interpretata da Eleonora Bolla: 
È un tenente, specializzata in investigazioni scientifiche.

## Puntate
| nº | Titolo          | Prima TV Italia |
| -- | --------------- | --------------- |
| 1  | Prima puntata   | 16 maggio 2016  |
| 2  | Seconda puntata | 22 maggio 2016  |
| 3  | Terza puntata   | 31 maggio 2016  |
| 4  | Quarta puntata  | 7 giugno 2016   |
| 5  | Quinta puntata  | 14 giugno 2016  |
| 6  | Sesta puntata   | 21 giugno 2016  |
| 7  | Settima puntata | 29 giugno 2016  |
| 8  | Ottava puntata  | 8 luglio 2016   |

### Prima puntata
Siracusa. Salvo Buscemi è uno dei capi di Cosa Nostra ed è soprannominato U siccu per la sua costituzione fisica; in fuga dal 1993, è tra i latitanti più ricercati al mondo e di lui non si hanno foto recenti essendosi anche rifatto la faccia. Sulle sue tracce si è messo il tenente colonnello dei Carabinieri Sergio Spada con il sostegno del suo superiore, il colonnello Giuffrida e della sua squadra: il capitano Ettore Neri (ex paracadutista in Afghanistan alla ricerca della madre mai conosciuta), il capitano Federica Mutti, il maggiore Antonio Navarra, la tenente Anna Damiani (figlia di una vittima di mafia) e il maresciallo capo Renato Poli. Dopo che Spada ha deposto nel processo contro il governatore colluso Flores, un'autobomba esplode davanti al Liceo Damiani provocando la morte di quattro studenti e tra i feriti c'è proprio la figlia di Spada, Nora, che rimane traumatizzata e dovrà affrontare una dura riabilitazione. Dopo gli screzi iniziali, Spada viene supportato dalla nuova PM Emma La Torre. A far esplodere la bomba si scopre essere stato lo squilibrato Gestra che, inseguito in un supermercato, uccide anche Navarra, appena tornato in servizio dopo l'accusa di aver manomesso delle intercettazioni contro l'imputato Flores.
- Ascolti Italia: telespettatori 2.824.000 - share 11,35%[1]

### Seconda puntata
Spada è scosso dalla morte del collega e amico Navarra ai cui funerali partecipa anche Buscemi con la sua nuova faccia facendogli pure le condoglianze.
Il giorno seguente a una processione viene ucciso il candidato sindaco Patrizio Lodi e si sospetta subito che il colpevole sia uno dei clan. Intanto la moglie Marta decide di candidarsi lei stessa. Spada assegna le indagini a Mutti e Damiani mentre lui e Neri si concentrano maggiormente su Gestra che poco dopo viene trovato morto. Intanto entra in squadra l'allievo ufficiale Bruno Azzarello, carabiniere scelto alle prime armi ma esperto di intercettazioni. Dalle immagini della processione la Mutti individua lo spacciatore Dario Cucuzza che, interrogato, le racconta di aver avuto solo l'incarico di seguire Lodi e che a sparare è stato il candidato consigliere Ercolani la cui moglie, Maria Grazia, era l'amante di Lodi. Marta Lodi in un atto di follia uccide Ercolani davanti alla polizia. Azzarello e Neri piazzano delle microspie a casa di Simone Davoglio, un mafioso vicino a Buscemi, ma nel seguirlo vengono bloccati da un camion e così si capisce che c'è una spia all'interno della squadra, la stessa che ha manomesso le intercettazioni di Navarra contro Flores. Poco dopo la squadra riesce ad individuare a ad arrestare Gaetano Consolo, braccio destro di Buscemi che si dice subito disposto a collaborare.
Intanto si è anche vicini a scoprire la verità sulla questione dell'autobomba: Spada è convinto che quella di Gestra non sia stata un'azione folle personale e che ci sia la mafia dietro alla morte di Chiara Furiani davanti alla scuola e del suo fidanzato al supermercato. Bisogna solo capire perché Buscemi voleva morti quei due ragazzi dato che ha fatto ricadere la colpa su Gestra, presunto amante della ragazzina.
- Ascolti Italia: telespettatori 2.687.000 - share 11,70%[2]

### Terza puntata
Le rivelazioni di Consolo ai magistrati La Torre e Fusi consentono l'arresto di Nino Li Causi, fiancheggiatore di Buscemi nella vendita della droga in Sicilia, e come ritorsione gli viene ucciso il fratello e rapita la figlia Stefania. Nonostante ciò il mafioso continua a collaborare e racconta che il capitano Giovanni Damiani, padre della tenente Anna, venne ucciso da Buscemi non per la lotta alla mafia ma perché favoriva i clan palermitani rispetto ai Corleonesi nella guerra di mafia degli anni 80 e che quindi la stessa figlia sarebbe ora la talpa nella squadra. Intanto la PM La Torre e la figlia di Spada in piscina stringono amicizia. La polizia trova i resti di Simone Davoglio, ucciso da Salvatore Rizzo (uomo di Buscemi che ha peraltro il compito di tenere i rapporti con la mafia albanese), pensando fossero quelli di Stefania Consolo e a Spada arriva un filmino in cui la ragazza chiede aiuto. Consolo fornisce l'identikit del nuovo volto di Buscemi e su sua indicazione la squadra sequestra un carico di medicinali contraffatti al deposito di Solarino arrestando anche due uomini di Buscemi. Il giornalista Claudio Merlini, confidente di Spada, manda in onda il video della figlia di Consolo scatenando l'ira del colonnello. Un telespettatore chiama in studio dicendo che la ragazza è tenuta nascosta a Siracusa; la polizia scopre che la chiamata è partita dal territorio di Zolea, ex alleato di Buscemi. Consolo rivela dove si nasconde questo boss mandandolo però al massacro dato che viene ucciso dal cecchino Salvatore Rizzo dopo essere stato fermato dalla polizia. Spada capisce che Consolo non sta collaborando fino in fondo visto anche il falso identikit fornito e che riceve messaggi in carcere da Buscemi ma lo convince a collaborare in maniera più forte per salvare sua figlia. Neri, Azzarello e Poli travestiti da spazzini trovano la siringa usata da Franco Gambino, uomo di Buscemi, per curarsi il diabete e individuano la palazzina dove viene nascosta la ragazzina; durante l'operazione Gambino viene ucciso dalla Mutti mentre Rizzo riesce a scappare. Consolo viene poi però trovato morto in cella. Azzarello e la Mutti finiscono a letto insieme dopo di che le racconta che Spada sospetta di lei ma Neri e la Damiani scoprono che la talpa in realtà è il procuratore Fusi che incontrava Consolo parecchie volte in carcere fornendogli indicazioni.
- Ascolti Italia: telespettatori 2.408.000 - share 10,36%[3]

### Quarta puntata
La Mutti si sente tradita per essere sospettata di essere la talpa e si scontra con Spada mentre Azzarello recupera il fascicolo di Consolo dallo studio del procuratore Fusi. 

In un bosco viene ritrovato il cadavere del PM Teresa De Caro, uccisa con varie coltellate e sepolta sotto terra con una mano fuori in modo identico a Margherita Palizzi, uccisa nel 2000 da tale Maiorca noto come "il mostro di Cassaro"; la De Caro era il PM che lo aveva condannato a 30 anni. Nel frattempo sotto la sabbia in spiaggia viene ritrovato il cadavere della prostituta rumena Alexandra Poda ma non può essere stato Maiorca anche questa volta dato che si trova in carcere; un altro caso che la Mutti scopre è quello della prostituta Carmela Li Gobbi uccisa nel 1999 in aperta campagna. Quattro casi simili sono rimasti irrisolti tra il 2010 e il 2013 a Waregem in Belgio dove lavorava Mauro Bellegia, carpentiere incensurato tornato proprio da poco a Siracusa; la Mutti va a casa sua ma questo nel tentativo di fuga cade dal tetto e viene trasportato in ospedale. Il caso non è affatto chiuso: Spada sospetta del marito della De Caro, con lei in litigio, che difatti torna sul luogo del delitto venendo arrestato in flagrante. Maiorca viene immediatamente scarcerato per non essere ne il "mostro di Cassaro" ne l'assassino della De Caro. Spada si occupa di informare la madre della Palizzi dell'esito dell'operazione e non trovando il marito di questa si reca in ospedale fermandolo appena in tempo mentre travestito da infermiere stava per uccidere Bellegia come vendetta. 

Intanto Fusi si accorge che qualcuno è entrato nel suo ufficio e ne da notizia a Salvatore Rizzo tramite VoIP; dai segni rilasciati dal post-it sul fascicolo la Mutti risale alla scritta "Giuseppe Damiani" che serviva da indicazione al mafioso per accusare di collusione il defunto capitano. Dalle analisi risulta che Consolo ha inalato del gas inerte e quindi Fusi classifica il caso come suicidio. Rizzo intercetta una conversazione tra la Mutti e la La Torre riguardo a Fusi e così Buscemi gli ordina di eliminarlo non prima di aver recuperato tutto quello di cui è in possesso. Emma La Torre bacia a sorpresa Spada che rimane stupito e scosso.
Azzarello utilizza un keylogger sul pc usato da Fusi in una chiesa così da poter intercettare la conversazione di VoIP con Rizzo al momento del collegamento; con questo sistema Fusi viene colto in flagrante mentre sta prenotando un biglietto aereo per Rio de Janeiro e viene arrestato appena in tempo.
Dalle chat sul suo pc Azzarello scopre che si frequentava con Chiara Furiani, la ragazza morta nell'esplosione davanti al liceo che era colpevole, secondo lo stesso Fusi, di aver guardato un filmato con cui lui provava la corruzione del giudice Nicosia nel processo a Filippo Flores e che teneva come assicurazione per la vita; la ragazza aveva poi riferito tutto al fidanzato Bardo, ucciso quindi per questo motivo da Gestra al supermercato con Navarra. Il PM rivela che il dvd è ora in mano al fratello Matteo che però ne viene derubato in casa dopo essere stato narcotizzato. Spada riceve poi una lettera anonima contenente la foto del suo bacio con Emma La Torre e quindi ogni suo spostamento è spiato.
- Ascolti Italia: telespettatori 2.186.000 - share 9,06%[4]

### Quinta puntata
In procura Fusi, appresa la notizia della scomparsa del dvd, capisce che per lui è finita e tenta la fuga prendendo in ostaggio la PM La Torre ma viene freddato da un poliziotto precipitando nel cortile. Anche la PM, come Spada, riceve le foto che vengono poi divulgate pubblicamente e che vengono viste anche da Nora Spada che per questo si scontra col padre. Intanto tramite mail arrivano ancora accuse di collusione verso il padre della Damiani. Nel cercare quale persona specializzata abbia potuto manomettere la cassaforte di Fusi, la Mutti risale al chimico Carlo Lanci, laureato e con un master troppo costoso per un semplice impiegato di un laboratorio di analisi. Il capitano va a casa sua con Poli ma qui vengono attaccati dall'uomo con spari e delle trappole incendiarie fermano i due e gli consentono la fuga. Flores intanto viene assolto perché il fatto non sussiste. Lanci viene stanato all'interno del Palace Hotel, un albergo sotto sequestro dal 2009 e finito abbandonato, ma riesce ancora a fuggire e Vittorio Marra, un altro affiliato del clan Buscemi, in stanza prima distrugge il dvd e poi prende in ostaggio Azzarello ma viene freddato da Neri.
Viene ritrovato del sangue a bordo di una barca ormeggiata al porto e intestata a Tullio e Angela Amato di cui però non vi è traccia.
Si sospetta di Gianni Germani, socio di minoranza della clinica di Amato, e dell'avvocato Antonio Musante, organizzatore di festini in barca con Amato e il socio che è finito a ricattarli con un video. La coppia intanto viene ritrovata spiaggiata. Angela Amato in realtà è viva e cerca di uccidere anche Musante ma viene fermata appena in tempo da Neri e Poli. Tullio voleva lasciarla per stare con Ania, ragazza ucraina conosciuta a una delle feste, e per gelosia ha uccisi entrambi mettendo i suoi documenti addosso alla ragazza prima di gettare i corpi in mare. Alla clinica Spada e Poli ritrovano Germani morto nell'armadietto del suo studio; la squadra capisce così che era stato lui a fare la plastica facciale a Buscemi.
Il contenuto del dvd viene recuperato nonostante fosse stato spezzato e così il giudice Nicosia viene arrestato e a telecamera spenta confessa alcuni dettagli a Spada e alla PM. Flores intanto incontra Buscemi pretendendo di essere messo in fuga verso i Caraibi ma viene convinto a restare perché altrimenti sarebbe palese la sua colpevolezza e tutti gli interessi che il boss ha nella sanità verrebbero confiscati. Buscemi fa i complimenti per la seconda volta a Spada in piscina, tanto questo non può riconoscerlo, notando che è stanco per le indagini. Intanto Salvatore Rizzo si prepara a vendicare la morte dell'amico Vittorio Marra e mette nel mirino il capitano Neri.
La Mutti non riesce a liberarsi dell'ex marito che con la scusa della finta cirrosi si fa ospitare da lei e che prova con la forza ad avere un rapporto sessuale con lei ma il capitano riesce a divincolarsi e minaccia di denunciarlo se non se ne fosse andato.
- Ascolti Italia: telespettatori 2.227.000 - share 9,03%[5]

### Sesta puntata
Il giornalista Claudio Merlini viene ucciso nella sua auto mentre l'amica ex tossica Sara Castellari riesce a sopravvivere. La Castellari si risveglia e racconta che Merlini stava indagando sullo spaccio nella Zona Rossa, ufficialmente una comunità di recupero, e su un deposito del porto di Messina da dove transitavano armi provenienti dal Kosovo e diretti a Gioia Tauro. Ultimamente a chiamare spesso il giornalista era Roberto Celli, maresciallo della capitaneria di quel porto e trovato morto su una barca. Dalle chiamate effettuate nei paraggi del parcheggio dove è stato ucciso Merlini si risale a un numero di Gioia Tauro e, grazie alla collaborazione del comandante del porto di Messina Ottavio Ambu, si scopre che tale Longobardi, un dipendente del porto, era stato informato in via amichevole da Celli sull'indagine personale al porto e che poi aveva subito avvertito i calabresi. Uno di questi viene arrestato: è Nicola Amerti, braccio destro del boss Augusto Cataldo. Il gestore della comunità di recupero confessa di essere stato lui ad uccidere Merlini su incarico incaricato di Amerti, suo amico che lo riforniva di droga.
La figlia di Spada per rabbia e gelosia tira un sasso contro la finestra della casa della La Torre che però decide di non sporgere denuncia. 

Flores non cede alle pressioni di Spada e del PM La Torre e affronta ancora Buscemi che gli nega ancora la possibilità di fuga e così l'ex governatore decide di incontrare Spada chiedendo di poter fuggire in cambio della consegna di Buscemi e della verità su chi ha incastrato Navarra; il colonnello ne parla con il PM e decidono di farlo invece pedinare per arrivare direttamente a Buscemi. A cena con alcuni amici, Flores riceve la chiamata di Rizzo dicendo che Buscemi vuole incontrarlo nel posto dove si è incontrato con Spada e così capisce di essere stato scoperto e uscendo dal ristorante muore investito dall'auto di Rizzo che riesce a fuggire nonostante gli interventi di Neri e Poli. Il mafioso si occupa anche subito di recuperare del materiale prezioso a casa dell'ex governatore e dal suo notaio anticipando i carabinieri.
Viene ritrovata la macchina che Rizzo aveva usato per investire Flores e subito Neri riceve una telefonata anonima che dice di controllare bene le analisi sulle tracce di sangue ritrovate all'interno del veicolo: dal DNA scopre che Rizzo è suo fratello. I due si incontrano alla Tonnara e Neri si vede costretto a dover lavorare per il fratello che altrimenti farebbe ricadere su di lui l'accusa di essere la famigerata talpa. 

La Damiani intanto, con l'aiuto di Azzarello e del perito Elisa Casali, recupera le immagini di una vecchia cassetta VHS scoprendo che qualcuno ha sottratto dei documenti dalla borsa del padre sulla scena del delitto subito dopo la sua uccisione.
- Ascolti Italia: telespettatori 2.174.000 - share 9,14%[6]

### Settima puntata
Il Barone Corrado Marti viene ucciso da un killer ad una corsa di cavalli; suo padre Fabrizio si era suicidato nel 1994. A un circolo di nobili, poco prima di essere freddato, Marti, come riferito dal fratello Sebastiano alla PM e a Poli, aveva avuto un forte litigio con la contessa La Rocca e questa racconta che il barone aveva molti debiti di gioco. La squadra risale al vecchio pregiudicato Condello con il quale Marti sarebbe stato in debito ma l'anziano fermato dalla squadra di Spada viene freddato a distanza con la stessa arma che ha ucciso Marti. La squadra scopre che i figli di Sebastiano, Giacomo e Aurora, pretendevano dei soldi dallo zio Corrado, che lo hanno ucciso per potersene impossessare di diritto e che hanno ucciso anche Condello che li ricattava.
La Mutti e Spada andando a esclusione intuiscono dove si possa nascondere Buscemi e cioè a Porto Palo vicino ad un ormeggio della Guardia di Finanza. Quindi insieme ad Azzarello e a Neri si appostano lì vicino e seguendo una macchina con i vetri oscurati arrivano in un capannone dove inizia un conflitto a fuoco e per l'esplosione di alcuni barili due mafiosi muoiono. Giuffrida e la squadra si complimenta con Spada per l'operazione completata dato che uno dei due morti sarebbe Buscemi ma il colonnello non è convinto sia lui e infatti insieme a Neri intuisce che a sparare sui barili è stato Lanci con un mitra per far credere che il boss sia morto. Una registrazione tra Flores e Buscemi sembra proprio confermare la tesi della voluta finta morte ma Spada inizia a sospettare che la talpa abbia fornito volutamente questa conversazione alla squadra. Parlando con la Damiani che aveva visto Neri cancellare la prova del DNA di Salvatore Rizzo, Spada stana il suo uomo che, nonostante le giustificazioni, viene allontanato dalla squadra.
La Mutti scopre una cosa importante a casa, chiama la PM La Torre e le due si danno appuntamento nell'ufficio del magistrato ma, intercettata, una volta salita in macchina Lanci fa saltare in aria con una bomba il capitano.
- Ascolti Italia: telespettatori 2.184.000 - share 10,49%[7]

### Ottava puntata
La Mutti è gravemente ferita, nello scoppio sono morte 2 persone e altre 4 sono rimaste e le hanno frugato nel pc.  

Neri, aiutato dalla Damiani, scopre che Sabrina Mele, che lui aveva creduto essere sua madre o comunque coinvolta nel suo abbandono da bambino, ha lavorato per Buscemi per falsificare i dati riguardo alla finta fratellanza con Rizzo. La donna gli confessa che in realtà lui è figlio di Barbara De Stefano e Franco Lucchese; una volta appresa la notizia di diventare padre, Lucchese fece perdere le sue tracce e la De Stefano finì alla Comunità di San Patrignano e così Neri venne abbandonato in ospedale dalla Mele, la loro governante. 

Santo Cordì, pregiudicato con precedenti per estorsione, viene ucciso lanciato da una finestra. A casa sua viene ritrovato un video che serviva per ricattare Mario Casali, imprenditore che era stato costretto a cedere la sua azienda al clan Cordì (affiliato a Buscemi) nonché fratello del perito Elisa Casali che si scopre essere quindi la talpa. È stata proprio lei a spingere dalla finestra Cordì perché stufa delle pressioni e voleva scappare con il fratello. Questo, pressato dalla squadra di Spada, confessa e inizia a collaborare facendo rintracciare il covo della sorella che viene arrestata; il perito confessa solo di aver ucciso Cordì ma rivela anche che la PM La Torre è in pericolo e difatti viene messa sotto scorta. 

Neri e Spada scoprono che Rizzo è figlio di un picciotto corleonese ucciso insieme a sua moglie da Buscemi con la stessa pistola che uccise Damiani perché aveva fatto arrestare dei corleonesi tra cui Baroni, amico del futuro boss. Rizzo sequestra di nuovo Neri alla Tonnara ma questo lo informa delle sue origini; il mafioso risparmia così il carabiniere ed è deciso a vendicare la morte dei genitori. 

Si scopre che la Mutti aveva scoperto come Buscemi si era rifatto la faccia e da un'intercettazione su un cd lasciato da Rizzo a Neri Spada dalla voce riconosce il boss come l'uomo lo aveva avvicinato al funerale di Navarra e in piscina dalle cui telecamere si vede un bambino chiamare Buscemi "signor Costa". Si risale così ai fratelli imprenditori Tiziana e Luca Costa. 

La PM La Torre viene messa ancora in salvo e vicino alla sua casa di protezione viene trovata una bomba disinnescata poi da Spada ma questo è un diversivo dato che Lanci riesce a speronare l'auto con a bordo la PM, Poli, Damiani e Azzarello con quest'ultimo che riesce però a freddare il nemico e a salvare tutti. Si capisce così che Buscemi ha anche il controllo dei satelliti delle forze militari per controllare gli spostamenti e rintracciano l'utenza che ne fa uso ovvero un vecchio residence in cui si è nascosto il boss.
Rizzo affronta Buscemi che però lo lascia fuggire insieme ai suoi uomini prima di essere arrestato da Spada. La squadra fa festa attorno alla Mutti che si è risvegliata e che deve prendere il posto di Spada prossimo al trasferimento. Il capitano e gli altri ragazzi della squadra decidono però di chiedere il trasferimento se il colonnello se ne andrà così da costringere Giuffridda a fare pressioni al comando. 

All'interrogatorio il boss fa la morale allo Stato che non esiste, confessa solo di aver fatto uccidere la moglie di Spada che sembrava invece essere morta per un incidente stradale e dà appuntamento a Spada al suo processo. La serie termina poi con un bacio nel letto d'ospedale tra la Mutti e Azzarello.
- Ascolti Italia: telespettatori 1.860.000 - share 10,34%[8]

## Produzione
Le riprese si sono svolte tra Siracusa, Noto e Taormina.